# 611 Place
611 Place je mrakodrap v centru kalifornského města Los Angeles. Má 42 pater a výšku 189 metrů, je tak 13. nejvyšší mrakodrap ve městě. Výstavba probíhala v letech 1967 - 1969 a za designem budovy stojí architekt William F. Pereira. Budova jako první ve městě překonala výšku radnice a stala se tak na nějakou dobu nejvyšší ve městě. Budova disponuje 77 299 m2 převážně kancelářských ploch.